# 榎木智一
榎木 智一（えのき ともかず、1981年1月30日 - ）は、日本の俳優、タレント。

## 人物
福岡県北九州市出身。芸能事務所ジャパン・ミュージックエンターテイメントグループのイー・コンセプトに所属して活動中、2013年1月から同グループに新設された部署アイズに異動して活動となる。2017年12月31日に退社。
現在、Dマスタープロダクション株式会社に所属して活動中。
ちなみにDマスタープロダクション株式会社の創設メンバーでもある。
福岡県立小倉工業高等学校、中日本航空専門学校 卒業。
2006年に「劇団☆錦魚鉢」を旗揚げし、座長を務めていた。現在は、舞台を休止し、映像を錦魚鉢メンバーと作っている。
愛車は、HONDA・CL400。
幼馴染で175R・ベーシストのISAKICKがいる。
小学生からバスケットをやっており、俳優仲間でやっているバスケ部のキャプテンを務めている。
大好きな俳優は、ゲイリー・オールドマンとジャッキー・チェン。池田秀一の声に憧れる。
あだ名は、えのさん・えのにい・えのきん・ちっち・きんぐ（ブログ参照）。
幼い頃に観た映画『スター・ウォーズ』に出演したいという想いから、俳優を目指す。子供の頃にライトセーバーに憧れて日本の殺陣に興味を持ち、22歳より浅香光代劇団や明治座の殺陣師・藤森大樹の元で基礎から学ぶ。
殺陣師としても活動している。
千葉県ご当地ヒーローの悪役オルガックを担当していた。千葉悪役党というliveユニットに参加していた（2022年4月23日に解散）。
アプリゲーム『刀剣乱舞～ONLINE～』で豊前江の方言監修を担当。
2021年に自身のデジタル写真集「Just be yourself〜自分らしく〜」を40歳の記念で発売している。
特技は殺陣・アクション・バスケット・ダーツ。
趣味は、スターウォーズグッズ収集と温泉・銭湯巡り。

## 出演

### ドラマ
- 新鋭ドラマシリーズ パンチライン（2006年3月、TBS）会場スタッフ 役
- 美味學院（2007年4月 - 6月、テレビ東京）生徒B 役・レギュラー
- ごくせん 第3シリーズ 第9話（2008年6月、日本テレビ）芝山の仲間 役
- ぴったんこバスジャック事件（2009年2月、TBS）青年 役
- ハンサム★スーツ THE TV（2009年3月、フジテレビ）イケメンスタッフ 役
- 「リアル・クローズ」スピンオフドラマ・アフター5もリアル・クローズ？（2009年11月、KTV）商社マン竹内 役
- リアル・クローズ通信「アフター5もリアル・クローズ?」 第2話（2009年11月、GYAO!）竹内 役
- チーム・バチスタ3 アリアドネの弾丸 第3話（2011年7月、フジテレビ）神奈川県警監視 役
- 戦国★男士（2011年10月 - 2012年3月、テレビ神奈川ほか）木幡高清  役・レギュラー
- リーガル・ハイ 第8話（2012年6月、フジテレビ）ホストリーダー 役
- リッチマン、プアウーマン in ニューヨーク（2013年4月1日、フジテレビ）
- さよなら私（2014年10月 NHK）
- 食の軍師（2015年4月 - 6月 TOKYO MX）兵士役・レギュラー
- よろずや屋ジョニー（2015年12月 フジテレビ）式典音響・相馬 役
- コントレール〜罪と恋〜（2016年4月 NHK）
- コレ誰?!偉人伝 何した!?大調査団 知られざる日本の偉人を大発掘2時間SP～恋と革命の味を作った偉人「俊子とボーズ」～（2017年6月 テレビ朝日）画家・中村彝 役
- NHKスペシャル 未解決事件 File.07 警察庁長官狙撃事件（2018年9月 NHK）
- 日曜劇場｢グッドワイフ｣（2019年1月、TBS） 弁護士 役
- 「特Be-Ambitious」（2020年1月、千葉テレビ） 千葉悪役党（オルガック） 役
- インフォーマ 第4話（2023年2月、KTV・Netflix） 現場刑事 役
- 仮面ライダーガッチャード第２話（2023年9月、テレビ朝日） 須藤 役[7]
- HOUSE OF THE OWL～フクロウと呼ばれた男～(2024年4月、Disney+)　衆議院議員・梅沢順二郎役
- 神化転生記VARZ/ヴァーズ・第三話 (2024年6月、YouTube)　柊木ジン役
- 問題物件・第9話（2025年3月 フジテレビ）大島高丸社長の部下 役
- ドンケツ・第3話（2025年5月 DMM TV ）月白組のヤクザ 役

### 映画
- NANA（2004年）
- バッシュメント（2005年）
- バレー・オブ・フラワーズ
- ショウ （2005年）ヨン役
- かにゴールキーパー（2006年）神部 役
- ぷちムー「生涯保障」（2007年）研究員A 役
- カンフーくん（2008年）常連客 役
- ハッピーネバーエンド（2008年）主演・道男 役
- R246 STORY「JIROル -伝説のYO・NA・O・SHI-」（2008年）黒駒の勝蔵の子分 役
- ICHI（2008年）万鬼党 役
- すべては「裸になる」から始まって（2012年）大野 役
- HK 変態仮面（2013年）警察官 役
- 日本×タイ国際共同製作「アリエル王子と監視人」（2015年）コウヘイ 役
- 下衆の愛（2016年4月）音響スタッフ 役
- 楽園グラデーション（ヒゲ 役・アクション指導 - 2017年11月新人監督映画祭ノミネート作品
- 7'scall（2018年7月）宮脇仁志 役
- コンフィデンスマンJP ロマンス編（2019年5月）赤星の部下 役
- DINER （2019年7月）無礼図の部下 役
- 神家族1・2（2019年11月・2020年1月）鮫島稔 役
- カイジ ファイナルゲーム（2020年1月）帝愛部下 役
- コンフィデンスマンJP プリンセス編（2020年5月）赤星の部下 役
- 織田同志会 織田征仁 第五章（2021年2月）相模連合組員 堂本の舎弟 滝口 役
- 織田同志会 織田征仁 第六章（2021年4月）相模連合組員 堂本の舎弟 滝口 役
- コンフィデンスマンJP 英雄編（2022年1月）赤星の部下 役
- 翔んで埼玉 〜琵琶湖より愛をこめて〜（2023年11月）甲子園地下・看守 役
- ゴールデンカムイ （2024年1月）土方歳三の部下 役
- 短編映画「Rebron」（2024年1月）片山悟 役・主演 - 沖縄NICE映画祭ノミネート作品

### 舞台
- ヘイ!塀!ブルース（2004年11月、前進座）
- 人類最後の日（2007年6月、ひつじ座）
- チャングムの誓い（2007年12月/2008年2月、日生劇場/御園座）チェジュド捕吏 役
- East Wall East（2008年4月、荻窪メガバックスシアター）主演・オスロ 役
- 近藤を待ちながら（2008年5月、SPACE107）永倉新八 役
- 火星ソーダと地球サンデー（2008年11月、アートボックスホール）
- JKプロデュース（2009年4月、Studio twl）桂木 役
- クロ×シロ（2009年6月、しもきた空間リバティ）猿渡晴彦 役
- 徒然なるままに 〜レジェンド オブ カミカゼ〜（2009年7月 - 8月、SPACE107）葛西 役
- 凛として…、〜天国は遠くの町〜（2009年10月 - 11月、SPACE107）新藤智次役
- いつかのまんが道（2010年3月、中野スタジオあくとれ）海老名 役
- TOKYO ZOOM II（2010年5月、エアースタジオ）メロン 役
- 信長（2010年8月、全労済ホールスペース・ゼロ）佐々成政 役
- SAKURA（2010年10月）中岡慎太郎 役
- 十二人の怒れる人々（2011年2月）3号 役
- それいけ!遠山一家 〜幸せ運ぶ三つ葉のクローバー〜（2012年1月、アクアスタジオ）幻龍斉 役
- Peach Boy's（2012年3月、シアターサンモール）豪鬼 役
- VERSUS（2012年7月、ウッディシアター中目黒）ミゼラス 役
- 冬のバッキャロー!!（2013年2月、笹塚ファクトリー）主演・岡田大和 役
- 芸能人男子フットサルイベント「フットバス」（2013年4月、墨田区総合体育館）バーバリアンズ背番号6
- 屋上ワンダーランド（2013年5月、あうるすぽっと）高木壮一 役
- ZIPANGパイレーツ（2013年8月、あうるすぽっと）吉川哲平 役
- BLACK10（2014年2月、全労済ホールスペース・ゼロ）三宅家康 役
- グッバイ・ジョーカー（2014年4月、あうるすぽっと）古田一也 役
- 10人のヒーロー（2014年4月、下北沢「劇」小劇場）ツルハシ仮面 役
- 僕らの深夜高速（2014年11月、草月ホール）吉野宗二 役
- とけないまま、とけていく（2015年1月、中目黒キンケロシアター）遠浅剛 役
- 殺し屋にくびったけ〜氷室浩介を救出せよ〜（2015年5月、笹塚ファクトリー）大津芳樹 役
- 紫陽花の下に死体は眠る（2015年7月、池袋シアターグリーンBOX㏌BOX）一寿 役
- ブラックダイス（2017年4月、あうるすぽっと）古田一也 役
- 時空舞伝（2017年7月～10月、忍野村ふれあいホール）・アクション指導/主演・織田信長 役
- 8（2017年12月、中野・ザ・ポケット）三浦亮 役
- 猫と犬と約束の燈（2018年2月、草月ホール） 玄上文将 役
- 特撮Boyz BoyzDays#7（2019年8月、Tジョイ蘇我ライブハウス）オルガック 役
- 幽☆遊☆白書 其の弐（2020年12月、品川プリンスホテル ステラボール・COOL JAPAN PARK OSAKA WWホール・京都劇場）青龍 役

### バラエティ番組
- 2010年 CX 「そっくりものまね紅白歌合戦スペシャル」
- 『ベルセルク 黄金時代篇II』公開記念 平沢進と一緒に「Sign」投稿動画を見よう!（2012年6月、ニコニコ生放送） - MC
- 『ベルセルク 黄金時代篇III 降臨』公開記念 (`Д´)ワージ!を超えろ! 「Aria」歌詞ネットスタンダード認定祭（2012年11月、ニコニコ生放送） - MC
- 『ドラマ「食の軍師」メインキャスト総出演でテレビ実況 兵法九・五「焼肉の軍師 ニコ生編」』（2015年5月、ニコニコ生放送） - MC
- 『スター・ウォーズ/フォースの覚醒 公開直前の映画館より生中継』（2015年12月、ニコニコ生放送） - レポーター
- 『スター・ウォーズ エピソード4/新たなる希望 テレビ実況』（2015年12月、ニコニコ生放送） - MC
- 『スター・ウォーズ エピソード1/ファントム・メナス テレビ実況』（2015年12月、ニコニコ生放送） - MC
- 『【闘会議TV】日本列島縦断！大晦日はゲームで年越し生放送SP』（2015年12月、ニコニコ生放送） - ゲストプレイヤー
- 「ひるキュン!」（2016年11月、2017年2月、東京MX） - ゲスト
- 『ローグ・ワン/スター・ウォーズ・ストーリー 映画公開記念番組！スター・ウォーズ将棋特別対局in天童』（2016年12月、ニコニコ生放送） - ゲスト解説
- KBCドォーモ『週刊スター・ウォーズ』100巻を3日で作る企画（2017年11月～12月、KBC 九州朝日放送・ニコニコ生放送） - ゲスト実況
- 『スター・ウォーズ「マンダロリアン」日本上陸記念！ディズニーデラックスで一緒にみよう！』（2019年12月、ニコニコ生放送） - MC
- 『マツコの知らない世界・蝶ネクタイの世界』(2023年６月、TBS) -モデル
- 『～スター・ウォーズ・「アソーカ」Disneyプラス 公開記念番組～吹き替え声優舞台挨拶&ニコ生特番！』（2023年8月、ニコニコ生放送） - MC

### 声優
- CD Taiketsu（2005年5月、ニューセンチュリーレコード）「童話日本おとぎばなし/お菓子の国物語」キャンディー 役
- アプリゲーム デモンズゲート（2017年1月）リトルフライ 役
- オーディオドラマ poor～ゼラニウムの誘惑 後編～（2021年9月）刑事・松原豊彦 役

### 歌・CD
- SSLS（2019年9月）千葉悪役党
- AN HEROCK'N'ROLL（2019年9月）千葉悪役党 作曲・ISAKICK/作詞・Nobara kaede
- 愛羅武勇（2019年12月）千葉悪役党 作曲・ISAKICK/作詞・Nobara kaede
- 好きなんだ（2020年4月）千葉悪役党 作曲・ISAKICK/作詞・Nobara kaede
- エール（2020年6月）千葉悪役党 作曲・ISAKICK/作詞・西間庭惇
- Black cat（2020年9月）千葉悪役党 作曲・ISAKICK/作詞・Nobara kaede
- わるもののうた（2021年3月）千葉悪役党 作曲・西間庭惇/作詞・西間庭惇/編曲・ISAKICK
- FeverFeverFever（2021年10月）千葉悪役党 作曲・ISAKICK/作詞・Nobara kaede

### CM
- DoCoMo「プッシュトーク」（WEB-CM）2005年
- P&G Gillette×ドン・キホーテプロモーション （店頭/WEB-CM）2020年5月〜・プロシールド 役
- YAMAHA TRICITY300 プロモーションムービー（店頭/WEB-CM）2020年
- P&G Gillette×ドン・キホーテプロモーション 第2弾（店頭/WEB-CM）2020年11月〜・プロシールド 役
- SUNTORY×ドン・キホーテ「パーフェクトビール」プロモーション （店頭/WEB-CM）2021年5月~・先輩刑事 役
- LION・「NONIO～変わっていける。編～」(TV-CM) 2023年3月~・アパレル店員 役
- バンダイナムコ・「ONE PIECEカードゲーム～着信編～」 (TV-CM)2023年5月~・部下 役
- バンダイナムコ・「ONE PIECEカードゲーム～発信編～」 (TV-CM)2023年8月~・部下 役
- Robosen Japan ・「グリムロック～仕事に追われる大人編～」（WEB-CM）2024年2月~・大人  役
- Hitachi brand channel ・「オープンAPI管理サービス」（WEB-CM）2024年3月~・定食屋大将 役
- EDWIN JAPAN ・「503ジーンズは愛だ」（WEB-CM）2024年9月~
- エムエスアイコンピュータージャパン・「MSIノートパソコン 一歩前へ踏み出そう 進化篇」（WEB-CM）2025年3月~・プロデューサー 役
- バイク王・「もっと知りたいバイク王 かざり 買取篇」（WEB-CM）2025年4月~・査定員役
- 三菱東京UFJ銀行・「法人口座『夢見る人のそばに』篇」（WEB-CM）2025年4月~・中小企業社長役
- バイク王・「『高価買取』～ずま(虹色侍)篇～」(TV-CM)2025年5月~・査定員役

### ミュージックビデオ
- GLORY HILL「Cosmic Fly」（2009年7月）
- 175R「リフレイン〜青春馬鹿野郎〜」（2009年10月）
- 175R「東京」（2009年12月）
- The nonnon「ひとりゆびきり」（2019年5月)
- Megan Thee Stallion's【「Mamushi」featuring Yuki Chiba】(2024年8月)

### モデル
- 写真工業
- Fain
- 東京ブライダルショー
- 榎木智一デジタル写真集「Just be yourself〜自分らしく〜」（2021年11月）
- 「はじまりの役者100人展」gekichap（2021年12月）
- アパレルブランド「COIM」（2023年5月）
- ABCマート×new balance「Fresh Foam(フレッシュフォーム)」（2023年11月）

### イベント
- テニスサークル外伝 “バースデーカラオケオフの乱”」～音痴で運痴な歌広場さんが32歳になってやりたい10のこと～（2017年8月30日、EX THEATER ROPPONGI）・アクション指導・TOKYOSABERZ
- 下野紘 ReadingLive「邂逅地点」(2023年5月、東京国際フォーラムAホール)・伊香保探偵役

### 制作協力
- 刀剣乱舞～ONLINE～（2020年3月）豊前江の方言監修
- 刀剣乱舞ミュージカル（2021年9月）豊前江の方言指導